# Alexander Handyside Ritchie

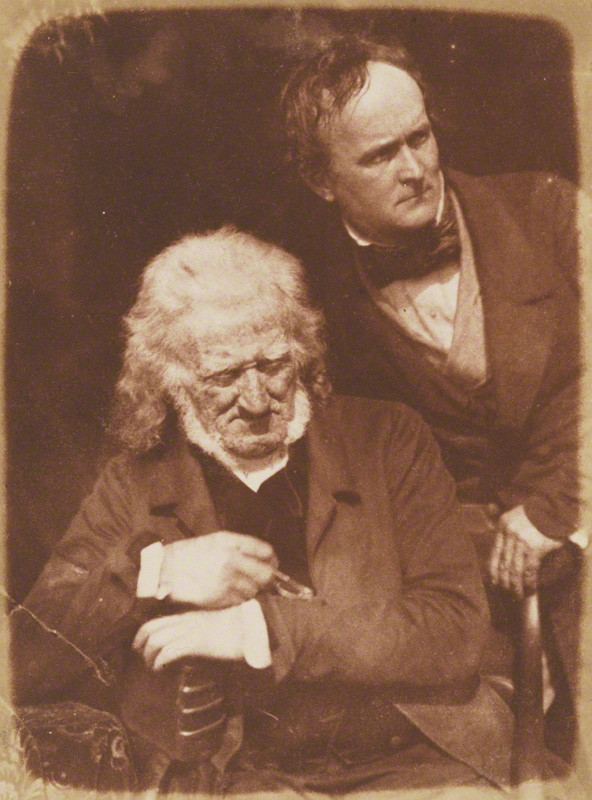
John Henning und Alexander Handyside Ritchie (rechts), ca., 1843/1848, Veröffentlichung 1900, in der Zeitschrift Photographische Rundschau

Alexander Handyside Ritchie (* 16. April 1804 in Musselburgh, Schottland; † 24. April 1870 ebenda) war ein schottischer Bildhauer.

## Leben
Alexander Handyside Ritchie war der Sohn von James Ritchie, der als Maurer und Steinmetz arbeitete, und dessen Frau Euphemia. Sein Großvater war Fischer und autodidaktischer Bildhauer. Ritchie besuchte die Parish School in Musselburgh und studierte später Zeichnen, Architektur und Anatomie in Edinburgh, unter anderem an der Trustees’ Academy und der Edinburgh School of Arts bei Samuel Joseph und John Barclay. Zwischen 1826 und 1830 studierte er in Rom bei Bertel Thorvaldsen, seine Studien wurden vom 5. Herzog von Buccleuch finanziert, und er wurde mit einer Goldmedaille ausgezeichnet. 1830 eröffnete er sein erstes Atelier in Musselburgh. 1842 zog er nach Edinburgh (Princes Street) und später nach Mound Place. 1846 wurde er Associate der Royal Scottish Academy. 1861 zog er sich zurück, behielt aber ein Atelier. 1862 stellte er letztmals aus. Anschließend lebte er zurückgezogen in Musselburgh. Er verstarb im Jahr 1870 und hinterließ ein bescheidenes Vermögen. Er wurde auf dem Friedhof von St. Michael in Inveresk begraben.

## Werk

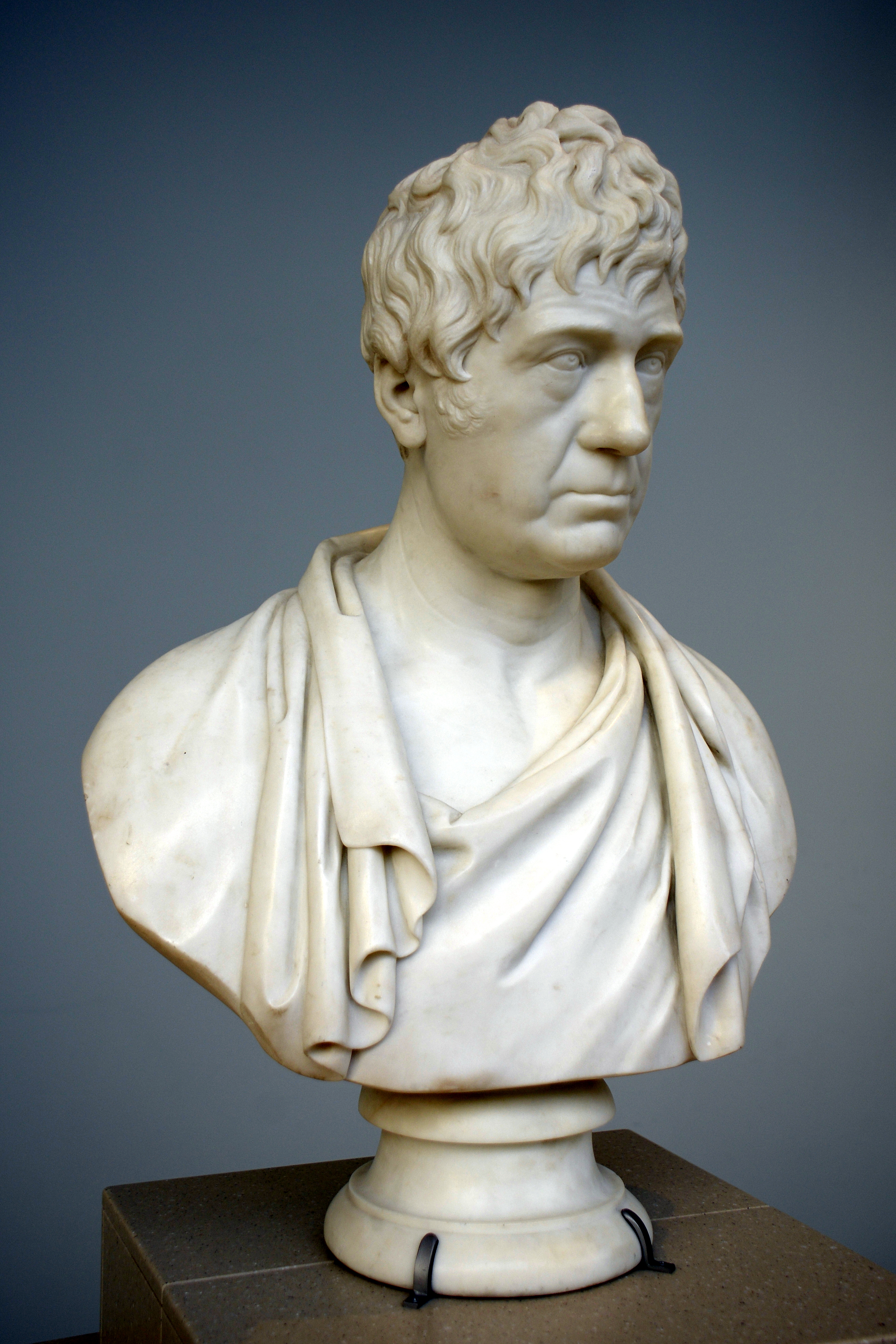
Joseph Hume von Alexander Handyside Ritchie, 1830. National Museum of Scotland

Alexander Ritchies Werk umfasst eine Vielzahl von Porträtbüsten, Denkmälern und allegorischen Skulpturen, die meist aus Sandstein oder Marmor gefertigt sind. Sie sind im klassizistischen Stil gehalten und zeichnen sich durch ein artikuliertes Figurenrepertoire aus. Ritchies Stil zeichnet sich durch klassische Linienführung, sorgfältige Anatomie und sinnlich-gefühlvolle Porträts aus – geschult in Rom bei Berthel Thorvaldsen.
Bedeutende Arbeiten sind:
- Bildnisbüsten von Sir John Hope (1825), Thorvaldsen (1830) und Joseph Hume (1830)
- Denkmäler für Charles Marjoribanks, Ronaldson, Colonel Gardiner und andere
- Statuen:  Sir Walter Scott in Selkirk (1839), Robert Peel in Montrose (1852), David Macbeth Moir in Musselburgh (1853) und Sir William Wallace in Lanark (1859)
- Bauplastiken: Edinburgh Central Library (1837), Royal College of Physicians, Edinburgh – darunter eine Asklepiosfigur (1844) –, Commercial Bank Edinburgh und Glasgow sowie British Linen Bank – allegorische Figuren (Navigation, Handel, Wissenschaft usw.).
- Scott-Monument in Edinburgh: mehrere Figuren, darunter Charles Edward Stuart und Meg Merrilees (Waverley-Serie).
- Glasgow Necropolis: Denkmal für John Henry Alexander (1851)

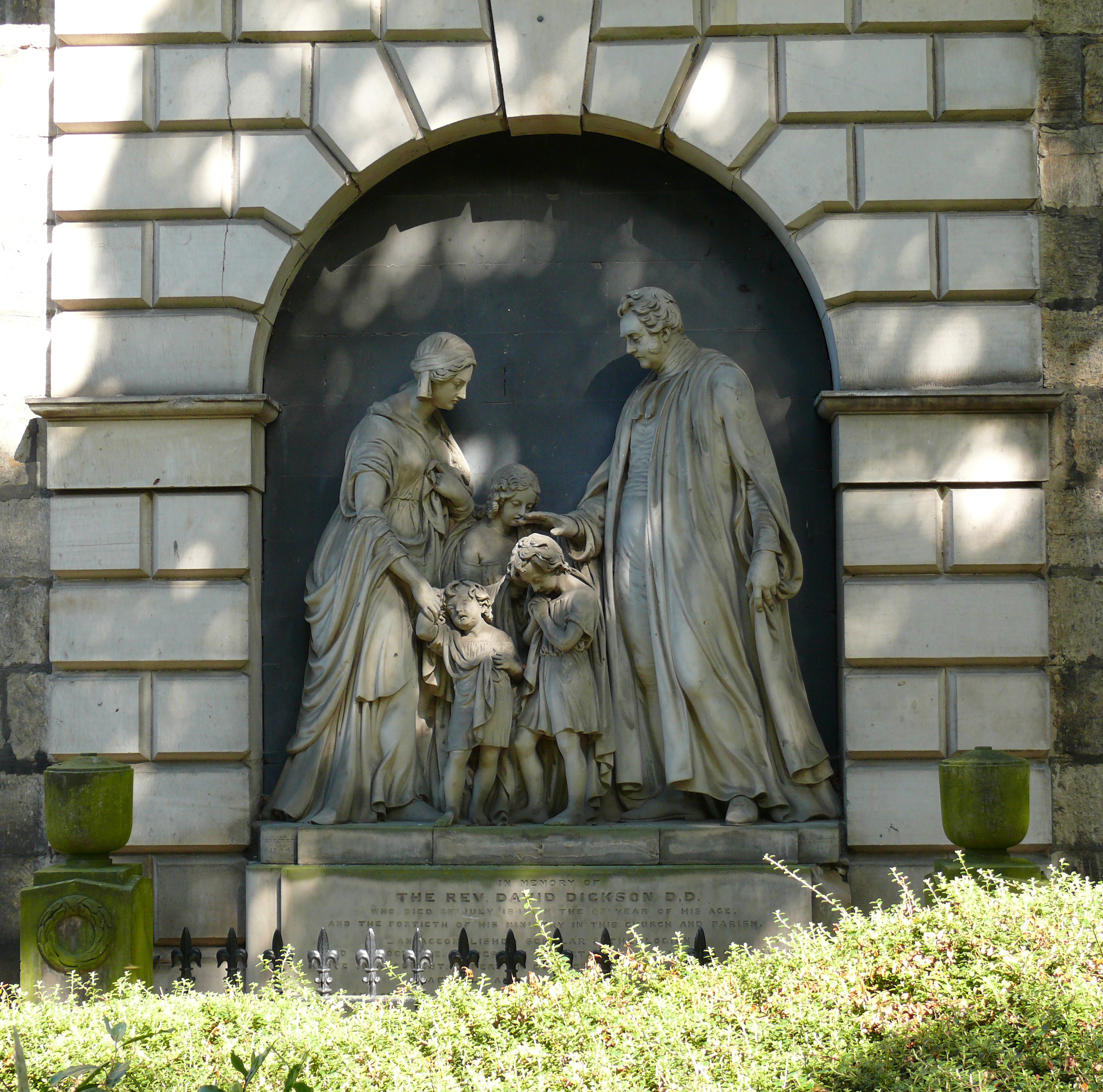
Denkmal für Reverend David Dickson an der Außenwand der St. Cuthbert's Church in Edinburgh, entworfen von Alexander Handyside Ritchie (1804–1870) in den 1840er Jahren. David Dickson war vierzig Jahre lang Pfarrer dieser Gemeinde